# Titus Aurelius Fulvus (Konsul 85)
Titus Aurelius Fulvus war ein römischer Senator des 1. Jahrhunderts n. Chr. und Großvater des späteren römischen Kaisers Antoninus Pius.
Fulvus stammte aus Nemausus (Nîmes) im südlichen Gallien. Er durchlief die senatorische Laufbahn und war ab 64 Legat der Legio III Gallica in Armenien. Im Vierkaiserjahr 69 wurde er von Otho wegen seiner Erfolge gegen die Roxolanen mit den Amtsinsignien eines Konsuls ausgezeichnet. Zu einem unbekannten Zeitpunkt – wohl während der 70er Jahre – bekleidete er sein erstes Konsulat als Suffektkonsul, im Jahr 85 dann das zweite (ordentliche) Konsulat. Ferner wurde er auch Stadtpräfekt (praefectus urbi).
Nach dem frühen Tod seines gleichnamigen Sohnes, der 89 ebenfalls consul ordinarius war, nahm Fulvus zeitweilig seinen 86 geborenen Enkel Titus Aurelius Fulvus Boionius Arrius Antoninus, den späteren Kaiser Antoninus Pius, bei sich auf.